# Île Seguin

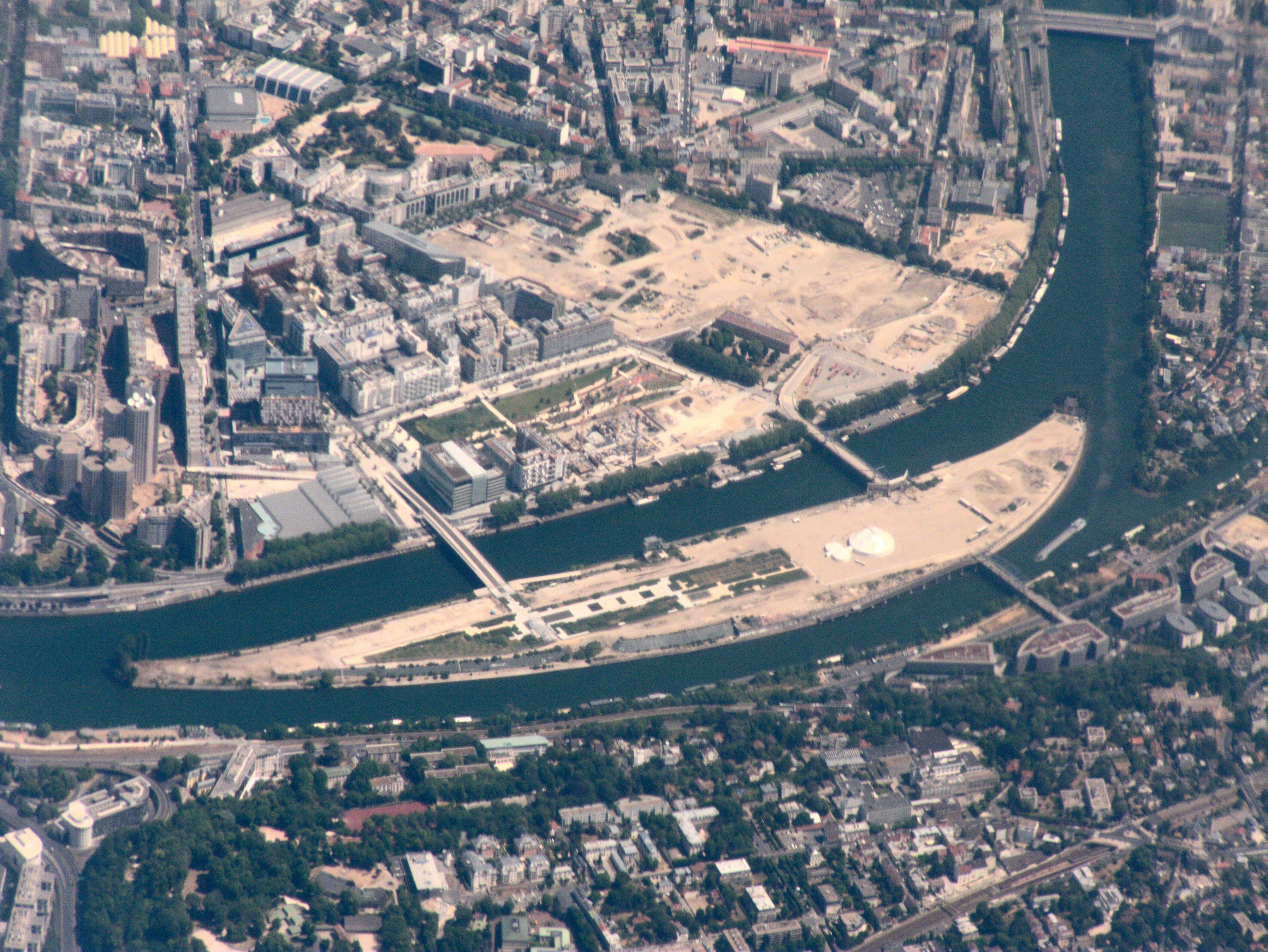
Île Seguin

L'Île Seguin è un'isola della Senna, in Francia, tra le isole di Boulogne-Billancourt e Sèvres, a ovest di Parigi.
Per gran parte del XX secolo, ha ospitato una fabbrica Renault, fino alla cessazione della produzione nel 1992, anno in cui è stata prodotta l'ultima Renault 5 Superfast. La fabbrica è stata demolita nel 2004-2005.
Nell'aprile 2017, vi è stato inaugurato il padiglione musicale e centro artistico La Seine Musicale.